# アルコールエトキシレート
アルコールエトキシレート(alcohol ethoxylate, AE, CmEn)はアルコールをエチレンオキシドでエトキシル化して得られる非イオン界面活性剤の総称。親水性のポリオキシエチレン(POE)鎖と疎水性のアルキル基がエーテル結合で結びついており、ポリ（オキシエチレン）アルキルエーテル(poly(oxyethylene) alkyl ether)とも呼ばれる。一般にPOE鎖長の異なる多数の化合物の混合物として、平均鎖長の異なる一連の製品が販売されている。商品名としてはクローダ(Croda)のBrijシリーズなどがあり、各社が同様の構造の界面活性剤を製造している。

## 用途
家庭用や業務用の洗浄剤に使われるほか、医薬品、化粧品、農薬に乳化剤などとして添加されている。こうした用途にはかつてノニルフェノールエトキシレートやオクチルフェノールエトキシレートが利用されていたが、これらが環境中で分解されて生じるノニルフェノールやオクチルフェノールに弱いながらも魚類に対する内分泌かく乱作用が示されていることから、その代替物質として利用が拡大している。

## 製法
脂肪族アルコールにエチレンオキシドを作用させてポリオキシエチレン鎖を伸長させて得る。そのため副産物としてポリエチレングリコールが含まれている。

## 法規制
日本では特定化学物質の環境への排出量の把握等及び管理の改善の促進に関する法律（化学物質排出把握管理促進法）の第一種指定化学物質(407、ただしアルキル基の炭素数が12～15のもののみ)としてPRTR制度の対象になっている。